# Козин, Сергей Андреевич
Серге́й Андре́евич Ко́зин (7 (19) октября 1879, Туапсе — 16 октября 1956, Ленинград) — советский монголовед, академик АН СССР с 1943. Наиболее известен переводом Сокровенного сказания монголов на русский язык.

## Биография
В 1903 году С. А. Козин окончил Петербургский университет и стал государственным служащим. Во время службы он был тесно связан с администрированием калмыцких земель и усовершенствовал своё знание монгольского языка. В 1914—1918 С. А. Козин работал в Монголии советником по финансам при правительстве Богдо-гэгэна. Оказавшись на время среди поражённых в правах госчиновников имперской России, в 20-х гг. он был привлечён Б. Я. Владимирцовым к созданию ленинградского Восточного института. В этом институте и в Ленинградском университете преподавал с 1929 монгольский язык.
С. А. Козин — автор ряда трудов, наиболее известным и используемым из которых является «Сокровенное сказание. Монгольская хроника 1240 г.» (1941) (первый полный перевод Сокровенного сказания). Он также издал переводы и комментарии монгольского эпоса «Гесериада» (1935) и калмыцкого эпоса «Джангариада» (1940), а также сводный труд «Эпос монгольских народов» (1948), где совершил спорное объединение всех трёх памятников.
С. А. Козин оставил значительный след в истории науки как наиболее признанный властью монголовед после смерти Б. Я. Владимирцова. С. А. Козин был назначен научным руководителем Ц. Дамдинсурэна, когда тот написал совершенно не отвечающую идеям С. А. Козина кандидатскую, в дальнейшем изданную под названием «Исторические корни Гэсэриады».
Умер 16 октября 1956 года в Ленинграде, похоронен на Серафимовском кладбище.

## Награды
- орден Ленина (10.06.1945)
- орден Трудового Красного Знамени (21.02.1944)
- награды МНР